# Maria Antoaneta (film din 2006)
Maria Antoaneta (în engleză Marie Antoinette) este un film american istoric dramatic scris, co-produs și regizat de Sofia Coppola. Rolul reginei Maria Antoaneta este interpretat de actrița Kirsten Dunst, iar rolul contelui Fersen este jucat de Jamie Dornan.
Filmul a fost produs de studiourile American Zoetrope și a avut premiera la 24 mai 2006 în Franța, fiind distribuit de Columbia Pictures. Coloana sonoră a fost compusă de Jean-Philippe Rameau. Cheltuielile de producție s-au ridicat la 40 de milioane de dolari americani și a avut încasări de 60,9 milioane de dolari americani.
Filmul a primit Premiul Oscar pentru cele mai bune costume.

## Distribuție
Au interpretat actorii:

Kirsten Dunst
Jason Schwartzman[*]
Judy Davis[*]
Rip Torn
Rose Byrne[*]
Asia Argento
Molly Shannon[*]
Shirley Henderson[*]
Danny Huston
Marianne Faithfull[*]
Jamie Dornan
Aurore Clément[*]
Tom Hardy
Steve Coogan[*]
Mathieu Amalric[*]
Carlo Brandt[*]
Céline Sallette[*]
Clémentine Poidatz[*]
Francis Leplay[*]
Guillaume Gallienne[*]
Jean-Christophe Bouvet
Mary Nighy[*]
Paul Ahmarani[*]
Scali Delpeyrat[*]
Sebastian Armesto[*]
Al Weaver[*]
André Oumansky[*]
Sarah Adler[*]
Gaëlle Bona[*]
Sabine Glaser[*]
David Walliams
Alexia Landeau[*]
Alain Doutey[*]
Dominic Gould[*]
Joseph Malerba[*]
Joe Sheridan[*]
Raphaël Neal[*]
James Lance[*]
Jean-Paul Scarpitta[*]
Katrine Boorman[*]
Jean-Marc Stehlé[*]
Jago Betts[*]
Axel Küng[*]
Driss Hugo-Kalff[*]  .